# Ambrosius (stripverhaal)
Ambrosius is een Nederlandse stripreeks gemaakt door onder meer Gideon Brugman, Lo Hartog van Banda en Orion Roos. 

## Geschiedenis van de reeks
Het eerste verhaal De gefleste geesten verscheen in 1970 in het stripweekblad Pep. Het is losjes gebaseerd op de film The Fearless Vampire Killers. In het stripverhaal gaat de hoofdpersonage, de "griezoloog" professor Ambrosius, op reis om de raadselen van de Oriënt te leren kennen. Ambrosius ontmoet daarnaast zijn toekomstig assistent Hong Tong. Het geheel is getekend in een cartooneske stijl met veel humoristische elementen en vooral ook een griezelige sfeer. Hetzelfde jaar is het verhaal uitgegeven in een gelijknamig album dat tevens een ander verhaal meekreeg. Naast Brugman waren Lo Hartog van Banda en Ruud Ringers bij dit album betrokken.
Tot de opheffing in 1975 van Pep werden daarin nog diverse andere Ambrosius-verhalen gepubliceerd. Een aantal van die verhalen verscheen tot 1980 in vijf, al dan niet heruitgegeven albums. Een speciale uitgave in zwart-wit kwam onderwijl in 1975 uit met daarin twee eerder in Pep verschenen verhalen en het nog niet eerder gepubliceerde Kwik Silver voor een hand vol goud. Tussen 2000 en 2016 volgden zeven albums met in ieder een nieuw verhaal van Brugman en Orion Roos die Hartog van Banda sinds 1996 opvolgde als de nieuwe vaste scenarist.
In 2011 overleed de vaste tekenaar Gideon L. Brugman halverwege de vervaardiging van het elfde album.

## Verhalenreeks
Albums van Ambrosius werden door diverse uitgevers uitgebracht. De reeks kent de volgende verhalen met tussen haakjes de datum van eerste publicatie en nadere info:
- De Gefleste Geesten (1970 in Pep, als album in 1970 en vervolgens in circa 1979 als albumnummer 4)
- Titelloos verhaal (1970 uitgebracht in albumvorm tezamen met De Gefleste Geesten)
- De Heksen (1970 in Pep, uitgebracht in 1979 als albumnummer 1 met heruitgaven in 2013)
- De Vampier (1970 in Pep, uitgebracht in 1979 als albumnummer 2)
- Het Geheim van de Telefoon (1971 in Pep, uitgebracht in een speciale uitgave in 1975 met als verhaaltitel De Dode Lijn)
- Het Spook van de Murdocks (1972 in Pep, uitgebracht als album in 1973 en vervolgens in 1980 als albumnummer 5. Verscheen ook in het Frans en Spaans)
- De Levende Mummie (1973 in Pep, nooit in albumvorm uitgebracht)
- De Zwarte Handschoen  (1973 in Pep, uitgebracht in een speciale uitgave in 1975)
- De Ruïnes van Doem (1974-1975 in Pep, uitgebracht in 1979 als albumnummer 3)
- Kwik Silver voor een hand vol goud (1975 in een speciale uitgave)
- De Raadsels rond Black Hill (circa 1982, vijf pagina's gemaakt als aanzet tot een nieuw Ambrosius verhaal en uitgebracht als zwart-wit zeefdruk in een oplage van 100 exemplaren. Uitsluitend bedoeld om het idee vast te leggen.
- Blackstone (2000 als albumnummer 6) ISBN 9080505315
- Krankenstein (2002 als albumnummer 7) ISBN 9080505323
- De Mummie (2004 als albumnummer 8, betreft een compleet hertekende en uitgebreidere versie van De Levende Mummie) ISBN 9789080505339
- Klamzweet (2007 als albumnummer 9) ISBN 9789080505346
- De Inquisitie (2009 als albumnummer 10) ISBN 9789080505353
- Het Onvoltooide Werk (Halverwege overleed Brugman, 2016 als albumnummer 10½ verschijnen, 84 pagina's) ISBN 9789080505308
- Het Gideon Brugman Schetsboek (2016 als albumnummer 0) ISBN 9789080505377